# Bianca Schenker
Bianca Schenker (* 3. Oktober 1974) ist eine deutsche Leichtathletin in der Disziplin Gehen.

## Sportliche Laufbahn
Schenker startet im sowohl im Hallengehen als auch im Bahngehen und im Straßengehen. In allen drei Disziplinen konnte sie bereits nationale und internationale Erfolge erzielen.

### Hallengehen
2011 war für Schenker ein sehr erfolgreiches Jahr. Nachdem sie bei den Deutschen Senioren-Hallenmeisterschaften 2011 das 3000-Meter-Bahngehen in der Altersklasse W35 für sich entscheiden konnte, gewann sie auch bei den Senioren-Halleneuropameisterschaften in Gent (Belgien) im selben Jahr in der Altersklasse W35 im 5-km-Straßengehen in einer Zeit von 25:39 min, belegte zudem noch in der Mannschaftswertung im 5-km-Straßengehen den ersten Platz und gewann im 3000-Meter-Bahngehen vier Hundertstelsekunden hinter ihrer Zwillingsschwester Brit Schröter Silber in einer Zeit von 14:50,04 min.
Bei den Deutschen Senioren-Hallenmeisterschaften 2012 im 3000-Meter-Bahngehen in Dortmund wurde Schenker in einer Zeit von 14:11,68 min Deutsche Senioren-Meisterin.
Schenker wurde bei den Deutschen Meisterschaften im Hallengehen 2013 in Frankfurt-Kalbach im 3000-Meter-Bahngehen in einer Zeit von 14:08,40 min Deutsche Vizemeisterin. Bei der gleichen Veranstaltung wurden auch die Senioren-Hallenmeisterschaften im 3000-Meter-Bahngehen ausgetragen. Schenker belegte in der Altersklasse W35 in einer Zeit von 14:46,47 min den zweiten Platz. Bei den im selben Jahr stattfindenden Senioren-Halleneuropameisterschaften in San Sebastian (Spanien) wurde Schenker gleich zweimal Senioren-Europameisterin. Im 3000-Meter-Bahngehen belegte Schenker in der Altersklasse W35 in einer Zeit von 14:37,93 min den ersten Platz und gewann im 5-km-Straßengehen in der Altersklasse W35 in einer Zeit von 24:05 min mit einem neuen Meisterschaftsrekord ihre zweite Goldmedaille.
Bei den Deutschen Senioren-Hallenmeisterschaften 2014 im 3000-Meter-Bahngehen in Frankfurt-Kalbach belegte Schenker in einer Zeit von 14:52,60 min den ersten Platz. Bei den Senioren-Hallenweltmeisterschaften im selben Jahr in Budapest (Ungarn) wurde Schenker gleich zweimal Senioren-Weltmeisterin. Im 3000-Meter-Bahngehen belegte Schenker in der Altersklasse W35 in einer Zeit von 14:08,42 min den ersten Platz und gewann im 10-km-Straßengehen in der Altersklasse W35 in einer Zeit von 52:00,20 min ihre zweite Goldmedaille.
Bei den Senioren-Hallenweltmeisterschaften 2023 in Toruń (Polen) gewann Schenker die 3000-Meter-Bahngehen in einer Zeit von 14:46,02 min. und wurde somit Senioren-Weltmeisterin.

### Bahngehen
Schenker belegte bei den Deutschen Senioren-Meisterschaften im Bahngehen 2005 in Worbis im 5000-Meter-Bahngehen in einer Zeit von 26:01,0 min den ersten Platz und wurde somit Deutsche Senioren-Meisterin.
Bei den Deutschen Senioren-Meisterschaften im Bahngehen 2008 in Diez wurde Schenker im 5000-Meter-Bahngehen in einer Zeit von 24:33,13 min Deutsche Senioren-Meisterin.
Schenker belegte bei den Deutschen Senioren-Meisterschaften 2010 in Bühlertal im 5000-Meter-Bahngehen in einer Zeit von 25:35,22 min den ersten Platz in der Altersklasse W35 und wurde somit Deutsche Senioren-Meisterin. Bei den Senioren-Europameisterschaften im selben Jahr in Nyíregyháza (Ungarn) belegte Schenker im 5000-Meter-Bahngehen der Altersklasse W35 in einer Zeit von 26:13,08 min den ersten Platz und wurde somit Senioren-Europameisterin.
Bei den Deutschen Meisterschaften 2012 in Diez erreichte Schenker im 5000-Meter-Bahngehen hinter Sabine Krantz in einer Zeit von 24:37,97 min den Silberrang. Bei den Senioren-Europameisterschaften im selben Jahr in Zittau (Deutschland), Zgorzelec (Polen) und Hrádek nad Nisou (Tschechien) belegte Schenker im 5000-Meter-Bahngehen in einer Zeit von 25:25,98 min den zweiten Platz hinter ihrer Zwillingsschwester Brit Schröter.
Schenker wurde bei den Deutschen Meisterschaften 2013 im 5000-Meter-Bahngehen in Jüterbog in der Altersklasse W35 in einer Zeit von 24:08,98 min Deutsche Senioren-Meisterin. Als schnellste Teilnehmerin wurde sie zusätzlich auch Deutsche Meisterin in der Frauen-Hauptklasse.
Bei den Deutschen Meisterschaften 2014 im 5000-Meter-Bahngehen in Bühlertal belegte Schenker in einer Zeit von 24:06,62 min den zweiten Platz hinter Bianca Maria Dittrich.
Die Senioren-Weltmeisterschaften 2015 in Lyon (Frankreich) im 5000-Meter-Bahngehen in der Altersklasse W40 konnte Schenker in einer Zeit von 25:07,08 min gewinnen und wurde somit Senioren-Weltmeisterin.
Schenker belegte bei den Deutschen Meisterschaften 2016 im 5000-Meter-Bahngehen in Bühlertal hinter Teresa Zurek und Saskia Feige in einer Zeit von 24:24,55 min den Bronzerang.
Bei den Deutschen Meisterschaften 2017 im 5000-Meter-Bahngehen in Diez belegte Schenker in einer Zeit von 24:41,85 min hinter Teresa Zurek den zweiten Platz.
Schenker belegte bei den Deutschen Meisterschaften 2019 in Beeskow im 5000-Meter-Bahngehen den zweiten Platz hinter Teresa Zurek in einer Zeit von 24:40,19 min.
Bei den Deutschen Senioren-Meisterschaften 2021 in Baunatal im 5000-Meter-Bahngehen belegte Schenker in einer Zeit von 25:38,78 min den ersten Platz.

### Straßengehen
Bei den Deutschen Senioren-Meisterschaften im Gehen 2004 in Gleina belegte Schenker im 10-km-Straßengehen in der Altersklasse W30 in einer Zeit von 51:38 min den ersten Platz und wurde somit Deutsche Senioren-Meisterin.
Bei den Deutschen Senioren-Meisterschaften im Gehen 2007 in Naumburg (Saale) belegte Schenker im 10-km-Straßengehen in der Altersklasse W30 in einer Zeit von 54:24 min den ersten Platz und wurde somit Deutsche Senioren-Meisterin.
Bei den Senioren-Europameisterschaften 2011 in Thionville (Frankreich) wurde Schenker, nachdem sie bereits Gold im 10-km-Straßengehen und in der Mannschaftswertung im 10-km-Straßengehen gewonnen hatte, auch im 20-km-Straßengehen in einer Zeit von 1:48:04 h Senioren-Europameisterin und erhielt wiederum in der Mannschaftswertung im 20-km-Straßengehen die Goldmedaille.
Bei den Deutschen Meisterschaften 2012 in Naumburg (Saale) erreichte Schenker im 20-km-Straßengehen hinter Sabine Krantz in einer Zeit von 1:45:45 h den Silberrang. Bei den Senioren-Europameisterschaften im selben Jahr in Zittau (Deutschland), Zgorzelec (Polen) und Hrádek nad Nisou (Tschechien) gewann Schenker im 10-km-Straßengehen in einer Zeit von 52:49 min Gold und belegte auch in der Mannschaftswertung im 10-km-Straßengehen den ersten Platz.
Schenker wurde bei den Deutschen Meisterschaften 2013 im 20-km-Straßengehen in Naumburg (Saale) Deutsche Meisterin in einer Zeit von 1:44:36 h.
Bei den Deutschen Meisterschaften 2014 im 20-km-Straßengehen in Naumburg (Saale) wurde Schenker in einer Zeit von 1:43:39 h Deutsche Meisterin. Bei den Senioren-Europameisterschaften im selben Jahr in Nyíregyháza (Ungarn) belegte Schenker im 10-km-Straßengehen der Altersklasse W35 in einer Zeit von 56:18 min den ersten Platz, wurde somit Senioren-Europameisterin und gewann auch in der Mannschaftswertung Gold.
Schenker wurde bei den Senioren-Weltmeisterschaften 2015 in Lyon (Frankreich) im 10-km-Straßengehen in der Altersklasse W40 in einer Zeit von 50:26 min Senioren-Weltmeisterin und konnte auch die Mannschaftswertung im 10-km-Straßengehen gewinnen.
Bei den Senioren-Europameisterschaften 2022 in Grosetto (Italien) gewann Schenker im 10-km-Straßengehen in einer Zeit von 52:48 min die Silbermedaille in ihrer Altersklasse und erhielt auch in der Mannschaftswertung die Silbermedaille. Im 20-km-Straßengehen belegte sie wiederum den zweiten Platz bei den Senioren-Europameisterschaften.
Bei den Senioren-Weltmeisterschaften 2023 in Toruń (Polen) gewann Schenker im 10-km-Straßengehen in einer Zeit von 52:45 min in ihrer Altersklasse die Silbermedaille vor ihrer Zwillingsschwester Brit Schröter.
Bei den Deutschen Meisterschaften 2023 in Erfurt belegte Schenker im 35-km-Gehen in einer Zeit von 3:34:13 h den dritten Platz und gewann damit die Bronzemedaille.

## Erfolge
2023
- 1. Platz Senioren-Weltmeisterschaften 3000-Meter-Bahngehen
- 2. Platz Senioren-Weltmeisterschaften 10-km-Straßengehen
- 3. Platz Deutsche Meisterschaften 35-km-Straßengehen

2022
- 2. Platz Senioren-Europameisterschaften 10-km-Straßengehen
- 2. Platz Senioren-Europameisterschaften Mannschaftswertung 10-km-Straßengehen
- 2. Platz Senioren-Europameisterschaften 20-km-Straßengehen

2021
- 1. Platz Deutsche Senioren-Meisterschaften 5000-Meter-Bahngehen

2019
- 2. Platz Deutsche Meisterschaften 5000-Meter-Bahngehen

2017
- 1. Platz Deutsche Senioren-Meisterschaften 5000-Meter-Bahngehen
- 1. Platz Deutsche Senioren-Hallenmeisterschaften 3000-Meter-Bahngehen

2016
- 2. Platz Deutsche Senioren-Hallenmeisterschaften 3000-Meter-Bahngehen
- 1. Platz Deutsche Senioren-Meisterschaften 5000-Meter-Bahngehen
- 1. Platz Deutsche Senioren-Meisterschaften 10-km-Straßengehen

2015
- 1. Platz Senioren-Weltmeisterschaften 5000-Meter-Bahngehen
- 1. Platz Senioren-Weltmeisterschaften 10-km-Straßengehen
- 2. Platz Senioren-Weltmeisterschaften Mannschaftswertung 10-km-Straßengehen

2014
- 2. Platz Landes-Hallenmeisterschaften 3000-Meter-Bahngehen
- 1. Platz Deutsche Senioren-Hallenmeisterschaften 3000-Meter-Bahngehen
- 2. Platz Deutsche Hallenmeisterschaften Frauen 3000-Meter-Bahngehen
- 1. Platz Senioren-Hallenweltmeisterschaften 3000-Meter-Bahngehen
- 1. Platz Senioren-Hallenweltmeisterschaften 10-km-Straßengehen
- 2. Platz Senioren-Hallenweltmeisterschaften Mannschaftswertung 10-km-Straßengehen
- 1. Platz Mitteldeutsche Senioren-Meisterschaften 10-km-Straßengehen
- 1. Platz Mitteldeutsche Meisterschaften 10-km-Straßengehen
- 1. Platz Mitteldeutsche Meisterschaften Mannschaftswertung 10-km-Straßengehen
- 1. Platz Deutsche Meisterschaften Frauen 20-km-Straßengehen
- 1. Platz Deutsche Senioren-Meisterschaften 20-km-Straßengehen
- 1. Platz Deutsche Meisterschaften Frauen Mannschaftswertung 20-km-Straßengehen
- 2. Platz Deutsche Meisterschaften Frauen 5000-Meter-Bahngehen

2013
- 1. Platz Deutsche Meisterschaften 20-km-Straßengehen
- 1. Platz Deutsche Senioren-Meisterschaften 20-km-Straßengehen
- 1. Platz Senioren-Halleneuropameisterschaften 3000-Meter-Bahngehen
- 1. Platz Senioren-Halleneuropameisterschaften 5-km-Straßengehen (Championship-Record)
- 1. Platz Senioren-Halleneuropameisterschaften Mannschaftswertung 5-km-Straßengehen
- 2. Platz Landes-Hallenmeisterschaften Frauen 3000-Meter-Bahngehen
- 2. Platz Deutsche Hallenmeisterschaften Frauen 3000-Meter-Bahngehen
- 2. Platz Deutsche Senioren-Hallenmeisterschaften 3000-Meter-Bahngehen
- 1. Platz Senioren-Europameisterschaften 10-km-Straßengehen
- 1. Platz Senioren-Europameisterschaften Mannschaftswertung 10-km-Straßengehen
- 1. Platz Senioren-Europameisterschaften 20-km-Straßengehen
- 1. Platz Senioren-Europameisterschaften Mannschaftswertung 20-km-Straßengehen
- 1. Platz Deutsche Senioren-Meisterschaften 5000-Meter-Bahngehen
- 1. Platz Landesmeisterschaften 5000-Meter-Bahngehen

2012
- 1. Platz Deutsche Senioren-Hallenmeisterschaften 3000-Meter-Bahngehen
- 2. Platz Deutsche Meisterschaften 20-km-Straßengehen
- 1. Platz Deutsche Senioren-Meisterschaften 20-km-Straßengehen
- 1. Platz Deutsche Senioren-Meisterschaften 5000-Meter-Bahngehen
- 2. Platz Landesmeisterschaften 5000-Meter-Bahngehen
- 1. Platz Senioren-Europameisterschaften 10-km-Straßengehen
- 1. Platz Senioren-Europameisterschaften Mannschaftswertung 10-km-Straßengehen
- 2. Platz Senioren-Europameisterschaften 5000-Meter-Bahngehen

2011
- 1. Platz Deutsche Senioren-Hallenmeisterschaften 3000-Meter-Bahngehen
- 2. Platz Senioren-Halleneuropameisterschaften 3000-Meter-Bahngehen
- 1. Platz Senioren-Halleneuropameisterschaften 5-km-Straßengehen
- 1. Platz Senioren-Halleneuropameisterschaften Mannschaftswertung 5-km-Straßengehen
- 1. Platz Senioren-Europameisterschaften 10-km-Straßengehen
- 1. Platz Senioren-Europameisterschaften Mannschaftswertung 10-km-Straßengehen
- 1. Platz Senioren-Europameisterschaften 20-km-Straßengehen
- 1. Platz Senioren-Europameisterschaften Mannschaftswertung 20-km-Straßengehen
- 1. Platz Deutsche Senioren-Meisterschaften 20-km-Straßengehen
- 1. Platz Senioren-Weltmeisterschaften 5000-Meter-Bahngehen
- 1. Platz Senioren-Weltmeisterschaften 10-km-Straßengehen
- 2. Platz Senioren-Weltmeisterschaften Mannschaftswertung 10-km-Straßengehen
- 1. Platz Senioren-Weltmeisterschaften 20-km-Straßengehen
- 2. Platz Deutsche Senioren-Meisterschaften 3000-Meter-Bahngehen

2010
- 1. Platz Senioren-Europameisterschaften 5000-Meter-Bahngehen
- 1. Platz Senioren-Europameisterschaften 10-km-Straßengehen
- 1. Platz Senioren-Europameisterschaften Mannschaftswertung 10-km-Straßengehen
- 1. Platz Deutsche Senioren-Meisterschaften 5000-Meter-Bahngehen

2009
- 3. Platz Deutsche Meisterschaften 5000-Meter-Bahngehen
- 1. Platz Deutsche Senioren-Meisterschaften 10-km-Straßengehen
- 1. Platz Süddeutsche Meisterschaften 3000-Meter-Bahngehen
- 1. Platz Deutsche Senioren-Meisterschaften 3000-Meter-Bahngehen

2008
- 2. Platz Süddeutsche Meisterschaften 5000-Meter-Bahngehen
- 1. Platz Deutsche Senioren-Meisterschaften 5000-Meter-Bahngehen

2007
- 3. Platz Süddeutsche Hallenmeisterschaften 3000-Meter-Bahngehen
- 6. Platz Deutsche Hallenmeisterschaften 3000-Meter-Bahngehen
- 1. Platz Deutsche Senioren-Meisterschaften 10-km-Straßengehen
- 1. Platz Mitteldeutsche Meisterschaften 10-km-Straßengehen
- 9. Platz Deutsche Meisterschaften 20-km-Straßengehen

2006
- 3. Platz Süddeutsche Hallenmeisterschaften 3000-Meter-Bahngehen
- 1. Platz Deutsche Senioren-Hallenmeisterschaften 3000-Meter-Bahngehen
- 7. Platz Deutsche Hallenmeisterschaften 3000-Meter-Bahngehen
- 1. Platz Mitteldeutsche Meisterschaften 10-km-Straßengehen
- 4. Platz Deutsche Meisterschaften 5000-Meter-Bahngehen
- 1. Platz Deutsche Senioren-Meisterschaften 5000-Meter-Bahngehen
- 1. Platz Deutsche Senioren-Meisterschaften 10-km-Straßengehen

2005
- 1. Platz Deutsche Senioren-Hallenmeisterschaften 3000-Meter-Bahngehen
- 1. Platz Mitteldeutsche Meisterschaften 10-km-Straßengehen
- 1. Platz Deutsche Senioren-Meisterschaften 10-km-Straßengehen
- 1. Platz Deutsche Senioren-Meisterschaften 5000-Meter-Bahngehen

2004
- 2. Platz Deutsche Senioren-Meisterschaften 5000-Meter-Bahngehen
- 2. Platz Deutsche Senioren-Meisterschaften 10-km-Straßengehen

## Persönliche Bestzeiten
Halle
- 3000-Meter-Bahngehen: 14:03,27 min, 21. Februar 2009 in  Leipzig

Freiluft
- 5000-Meter-Bahngehen: 24:06,00 min, 17. September 2016 in  Saargemünd
- 10-km-Straßengehen: 48:58 min, 8. Oktober 2016 in  Andernach
- 20-km-Straßengehen: 1:43:39 h, 18. Mai 2014 in  Naumburg (Saale)
- 35-km-Straßengehen: 3:34:13 h, 15. April 2023 in  Erfurt